# Glacier de Moming
Le glacier de Moming est un glacier de 3,26 kilomètres de long situé dans les Alpes pennines dans le canton du Valais en Suisse.

## Géographie

### Localisation
Le glacier de Moming se trouve sur le territoire du district de Sierre, dans le canton du Valais. Il couvre l'espace entre le Besso, le Zinalrothorn et le Weisshorn.

### Caractéristiques physiques
En 2010, sa longueur est de 3,26 km. En 2016, la surface totale du glacier de Zinal est de 5,43 km2. En 2019, son front glaciaire se trouve à 2 580 m d'altitude.
Variation de la longueur du glacier de Moming par rapport à 1879 entre 1880 et 2017
Pour des raisons techniques, il est temporairement impossible d'afficher le graphique qui aurait dû être présenté ici.